# Jan Waernberg
Per Jan Lennart Waernberg, född 28 februari 1953 i Brännkyrka församling i Stockholms stad, är en svensk militärhistoriker och flyghistoriker.
Jan Waernberg växte upp först i Stockholm och sedan i Lund. År 1972 lades Bulltofta flygplats ned och det var vid den tiden han började intressera sig för flyg. Han har civilekonomexamen och filosofie kandidat-examen. I tolv år var han verksam som videotekniker och videofotograf innan han inledde en ny yrkesbana som författare av böcker och artiklar inom militärhistoria och flyghistoria. Han är sedan 1995 verksam vid Svenskt Militärhistoriskt Bibliotek, bland annat som skribent i tidskriften Pennan & Svärdet och som bildredaktör för böcker som ges ut av Svenskt Militärhistoriskt Biblioteks Förlag.
Jan Waernberg är son till fotografen Lennart (Len) Waernberg (1926–2005), som 1956 vann Årets bild för ett fotografi från Ungernrevolten.